# Merello
Confites Merello S.A. (Merello) es una empresa chilena, especializada en la producción de confites, localizada en la comuna de Limache, Región de Valparaíso.

## Historia
La empresa fue fundada en 1932 por los inmigrantes italianos Pablo Merello (padre del exalcalde Reynaldo Merello) y Adolfo Minardi (padre del exalcalde Luis Minardi), bajo el nombre “La Genovesa”. Durante la década de 1940, Merello compró a Minardi su parte de la empresa, pasando a ser desde entonces “Confites Merello S.A.”

## Productividad
La empresa produce aproximadamente 1.200 toneladas de dulces al año (2015) y tiene un ritmo de crecimiento anual del 15 %.
Junto a otras cinco compañías similares formó el grupo “Dulce Austral”, mediante el cual exporta sus productos a Bolivia, Colombia, Ecuador, Estados Unidos, Perú, Suecia y Tahití.